# Помаре V
Помаре V (Pōmare V; 1839—1891) — последний король острова Таити. Правил с 1877 по 1880 год. Сын королевы Помаре IV.
Родился 3 ноября 1839 года на острове Таити, в округе Аруэ. 13 мая 1855 года, после смерти старшего брата, стал официальным наследником престола. После смерти матери, Помаре IV, 17 сентября 1877 года стал королём Таити (коронация состоялась 24 сентября 1877 года в Папеэте). 11 ноября 1857 года женился на дочери вождя острова Хуахине, однако 5 августа 1861 года развёлся. 28 января 1875 года женился во второй раз. Брак просуществовал до 25 января 1888 года. Имел одного сына и двух дочерей.
29 июня 1880 года Помаре V передал всю полноту своей власти французской администрации, таким образом остров Таити перестал быть протекторатом и стал колонией Франции. Скончался в Королевском дворце от алкоголизма.
Офицер Ордена Почётного легиона.